# Elise Einarsdotter
Lena Elise Steinholtz Einarsdotter, född Einarsdotter 11 juli 1955 i Borrby, Kristianstads län, är en svensk jazzpianist och kompositör.                                                                                    
Under åren 1973–77 var hon bosatt i USA, hon bland annat studerade vid Berklee College of Music i Boston. Vid återkomsten till Sverige bosatte hon sig i Stockholm, där hon varit verksam i gruppen Tintomara och från 1984 med bland annat  Elise Einarsdotter Ensemble (EEE). Hon bedrev ytterligare studier vid Kungliga Musikhögskolan i Stockholm 1979–81, och var 1981–88 verksam där som jazzpedagog.
Hennes musik har stark förankring i jazz, men är även inspirerad av folkmusik och hon har utvecklat ett eget, poetiskt sound. Hon spelar såväl egna kompositioner, jazzstandards som fria improvisationer. Hon komponerar även till lyrik samt skriver för kör och orkester.
Hon är bosatt i Hägersten och sedan 1987 gift med jazzbasisten Olle Steinholtz. Hon är dotter till landshövding Einar Larsson.

## Priser och utmärkelser
- 1993 – LO:s kulturpris
- 1998 – Stockholms stads hederspris
- 2007 – Jan Johansson-stipendiet[3]
- 2019 - Guldkatten[4]
- 2019 - Medaljen för tonkonstens främjande[5]
- 2025 - Lifetime Achievement[6]

## Diskografi
- 1979 – Tintomara (Tintomara, ABC2013)
- 1981 – Lek (Tintomara, AMLP838)
- 1984 – Sacred Hearts (Elise Einarsdotter Ensemble, VFLP)
- 1989 – Secrets of Living (EEE med Lena Willemark, CAP21377)
- 1993 – Senses (EEE med Lena Willemark, CAP21442)
- 1996 – Rosenäng (EEE med Lena Willemark, CAP21527)
- 1998 – Green Walk, Slow Talk (EEE, CAP21523)
- 1998 – Sketches of Roses (med Olle Steinholtz, TMCCD008)
- 2000 – Örjanskören sjunger musik av Elise Einarsdotter (med Örjanskören, Rigmor Gustafsson och Olle Steinholtz, ÖKCD)
- 2001 – Summer Night (med Olle Steinholtz och Lena Willemark, TMCCD013)
- 2006 – Shimmer (dBCD104)
- 2007 – Snövind & Sommarbris (EEE, med Stockholmskvartetten, MMAB 001)
- 2008 – Hymne á l'amour (Elise Einarsdotter/Olle Steinholtz Duo, TMcCD029)
- 2010 – Så skimrande... (med Hägerstens Kammarkör, Christina Gustafsson och Olle Steinholtz)
- 2018 – Suites for Solo Piano 1-4

## Teater

### Roller
| År   | Roll        | Produktion                   | Regi     | Teater                 |
| ---- | ----------- | ---------------------------- | -------- | ---------------------- |
| 1986 | Presentatör | Perikles William Shakespeare | Eva Ultz | Stockholms stadsteater |